# Castro Pretorio
Castro Pretorio è il diciottesimo rione di Roma, indicato con R. XVIII.
Il nome deriva dai Castra Praetoria, caserme dove risiedette la Guardia pretoriana in epoca romana.

## Geografia fisica
Il rione confina con: 
- i quartieri Nomentano e Tiburtino nel tratto delle Mura aureliane fino al Piazzale Sisto V e all'omonimo arco;
- il rione Esquilino nel tratto Via Marsala-Piazza dei Cinquecento-Via Giolitti-Via Gioberti-Via e Piazza Esquilino;
- il rione Monti lungo Via A. Depretis;
- il rione Trevi nel tratto Via delle Quattro Fontane-Via XX Settembre fino a Largo Santa Susanna;
- il rione Sallustiano lungo Via XX Settembre fino a Porta Pia.

## Storia
Il rione nella Roma imperiale apparteneva alla VI Regione Alta Sèmita, e questo era anche il nome della strada che attraversava la zona, corrispondente grosso modo all'attuale Via Venti Settembre.
A quel tempo una cospicua area del futuro rione era malfamata e lugubre poiché qui era il Campus Sceleratus, un vasto appezzamento di terra subito fuori Porta Collina, compreso tra la via XX Settembre e piazza dell'Indipendenza, dove venivano sepolte vive le vestali che avevano disobbedito al voto di castità. Qui trovavano posto anche i Castra Praetoria, le caserme della guardia pretoriana costituita da Tiberio tra il 21 ed il 23 d.C., successivamente inglobate da Aureliano nelle sue mura.
Più tardi, tra il 298 e il 306 d.C., nella zona tra piazza della Repubblica, piazza dei Cinquecento, via Volturno e via XX Settembre, furono costruite le immense Terme di Diocleziano, i cui resti sono ancora oggi ben visibili in via Cernaia e piazza dei Cinquecento, per servire i popolosi quartieri del Quirinale, Viminale ed Esquilino. Le terme smisero definitivamente di funzionare nel 537, a causa del taglio degli acquedotti avvenuto durante la guerra gotica.
Nella zona est di piazza dei Cinquecento era l'aggere Serviano, situato nei pressi della scomparsa Porta Viminale, i cui resti ancora giacciono dinanzi alla stazione Termini. Nel rione erano altre due porte ora scomparse, Porta Collina e Porta Nomentana, la prima appartenente al recinto serviano e la seconda a quello aureliano.
Con la caduta dell'Impero Romano d'Occidente Roma cominciò a spopolarsi e la zona, divenuta periferica, insicura e anche priva d'acqua che non fosse di pozzo, come tutte le zone alte di Roma, fu tra le prime ad essere abbandonate. Per secoli il rione conservò nuclei abitativi solo attorno a grandi chiese come Santa Prassede, Santa Pudenziana e Santa Maria Maggiore, grazie anche ai loro conventi.
Il primo a compiere lavori di rinnovamento in zona fu nel Cinquecento Pio IV che aprì la Strada Pia (oggi via XX Settembre - via del Quirinale) e costruì Porta Pia, da cui la via si dipartiva. Successivamente Michelangelo fu incaricato da Paolo III Farnese di costruire la chiesa di Santa Maria degli Angeli, utilizzando, per chiesa e convento, una parte di ciò che restava delle Terme di Diocleziano.
Il vero promotore della urbanizzazione rinascimentale del rione fu però Sisto V Peretti, che costruì la Strada Felice (oggi via Sistina - Quattro Fontane - De Pretis, due chilometri di rettilineo fra l'obelisco di Trinità dei Monti, l'Obelisco Esquilino e Santa Croce in Gerusalemme), alla quale volle imporre il proprio nome di battesimo - come al nuovo Acquedotto Felice, all'arco su cui passava (ancora esistente in fondo a via Marsala, detto Arco Felice, ma anche Arco delle Pere) e alla fontana-mostra del nuovo acquedotto che doveva finalmente riportare acqua corrente nelle zone alte della città - Esquilino, Monti, Quirinale e Campidoglio - presso la chiesa di San Bernardo alle Terme. Nell'ambito di questi lavori Sisto V implicò anche il quadrivio delle Quattro Fontane, dove la strada Sistina incrociava la Strada Pia, creandovi un punto di sosta panoramica dove la gente veniva d'estate - cosa oggi inimmaginabile - a godersi l'"aria buona".
Che la zona fosse di grande interesse per lui, il cardinal Peretti l'aveva dimostrato ancor prima di divenire papa, facendosi costruire una grandiosa villa al limite del Viminale che si estendeva con il giardino riccamente ornato da fontane e portali tra la basilica di Santa Maria Maggiore, e le attuali via Marsala e via del Viminale.
Nel Seicento si stabilirono qui i Gesuiti che, di ritorno da una missione in Oriente, chiamarono la zona Macao, nome che mantenne fino al secondo dopoguerra e che è attualmente ricordato da una via del rione.

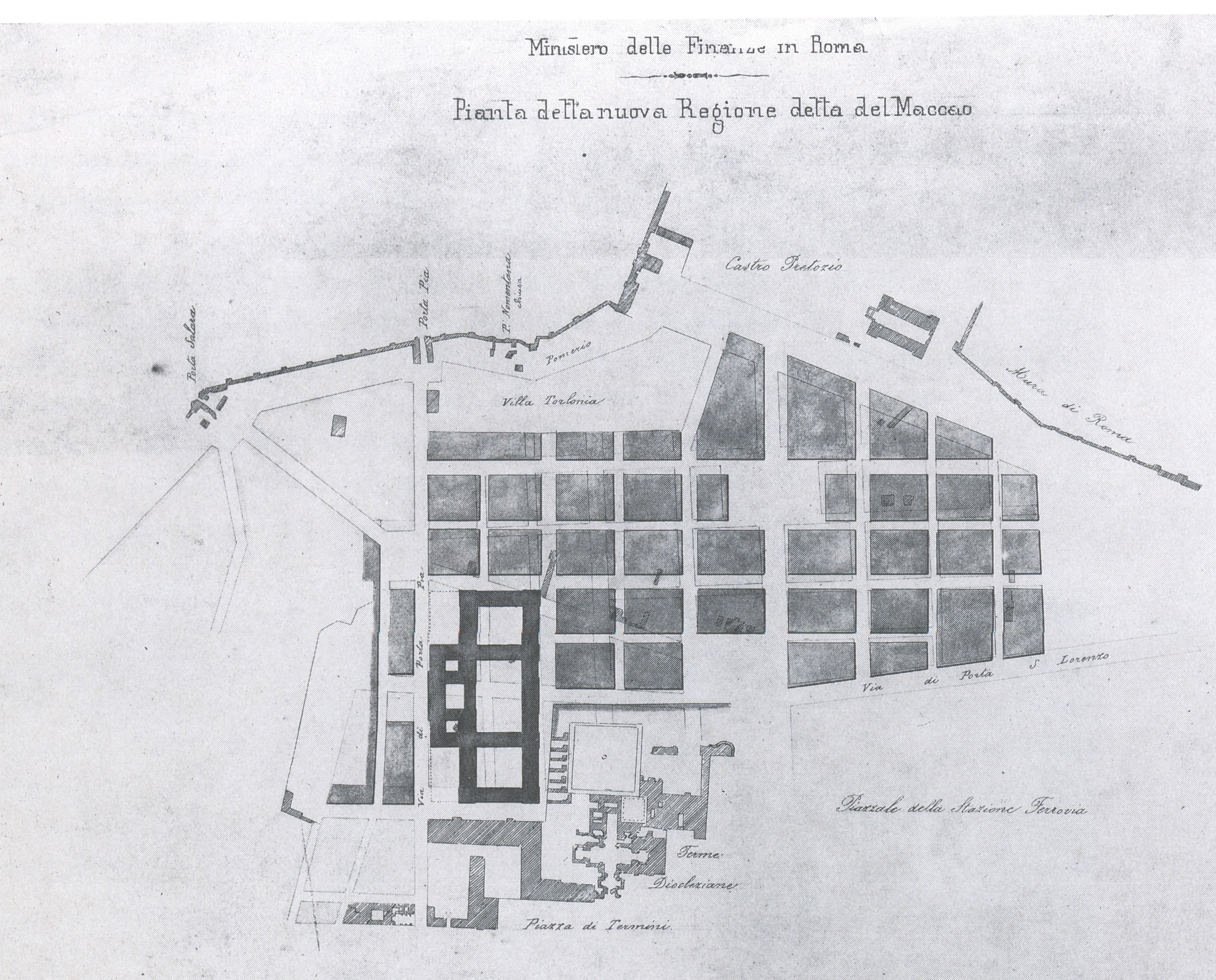
Il piano di edificazione per il rione, all'epoca indicato come "Regione detta del Maccao"

Con l'arrivo dei Piemontesi, anche Castro Pretorio, come gli altri rioni sorti dopo la presa di Roma, venne investito dalla febbre edilizia di fine Ottocento: sorsero immensi cantieri per la costruzione di palazzoni ministeriali di stile umbertino lungo la via XX Settembre, come il ministero del Tesoro e quello della Difesa, vennero aperte grandi arterie come via Nazionale e via Cavour, nonché la vasta piazza dell'Indipendenza con i giardini al centro e la monumentale piazza della Repubblica, con al centro la fontana delle Naiadi e i due grandi palazzi sabaudi porticati ai lati che ricalcano l'esedra delle Terme, sulla quale la piazza fu costruita. Venne inoltre a crearsi il nucleo originario (quello attuale risale ad una completa ricostruzione novecentesca) della stazione Termini.
Sempre a questo periodo risalgono importanti e lussuose strutture alberghiere come l'Albergo Quirinale e il Grand Hotel de Rome ed anche un signorile teatro, il Costanzi, oggi noto come Teatro dell'Opera.
Sull'area della demolita villa Peretti Massimo sorse tra il 1883 e il 1886 il palazzo Massimo alle Terme, sede a quel tempo del Collegio Massimo, ed attualmente sede principale tra le quattro del Museo nazionale romano.

### ICastra Praetoriaoggi
Sullo spazio del Castro Pretorio latino sorge oggi la caserma "Castro Pretorio" sede del Raggruppamento Logistico Centrale dell'Esercito Italiano, che può vantarsi di essere, attualmente, la caserma più antica al mondo ancora presidiata da militari. Accanto ad essa sorge anche la Biblioteca Nazionale Centrale di Roma e dopo ancora la Caserma "Pio IX", una struttura ricettiva per gli appartenenti alle forze armate.

## Il Rione oggi
Il rione ha una maglia viaria di stampo chiaramente piemontese con strade diritte e non troppo larghe a schema ortogonale. Tale urbanistica ottocentesca è riscontrabile soprattutto nella parte del rione compresa tra via XX Settembre, viale Castro Pretorio, via del Castro Pretorio e il lungo rettifilo via Volturno-via Marsala, con centro nell'ampia Piazza dell'Indipendenza, punto focale di questo spicchio di rione, da cui a raggiera si diparte un reticolo di strade secondarie alle quali sono stati dati nomi che ricordano le località in cui si sono svolte le guerre d'indipendenza italiane. Questa è la zona più popolata del rione, in cui convivono urbanisticamente villini a due piani ridotti quasi tutti ad alberghi e residence, palazzi umbertini adibiti ad abitazioni, uffici e alberghi più o meno lussuosi, questi ultimi con lo scopo di ospitare il grande numero di turisti provenienti dalla vicina stazione Termini. La parte più monumentale del rione, quella più "internazionale" per via del grande flusso di turisti, è ovviamente piazza della Repubblica (già piazza Esedra) con via Nazionale, il quadrivio delle Quattro Fontane e Via Cavour, importanti arterie di collegamento sia pedonale che veicolare tra la stazione e il centro storico, meta più ambita di ogni turista.

### Stemma
Di rosso all'insegna dei pretoriani d'oro.
Lo stemma è il labaro della Guardia pretoriana in oro su sfondo rosso ("di rosso all'insegna dei pretoriani d'oro").

## Monumenti e luoghi d'interesse

### Architetture civili

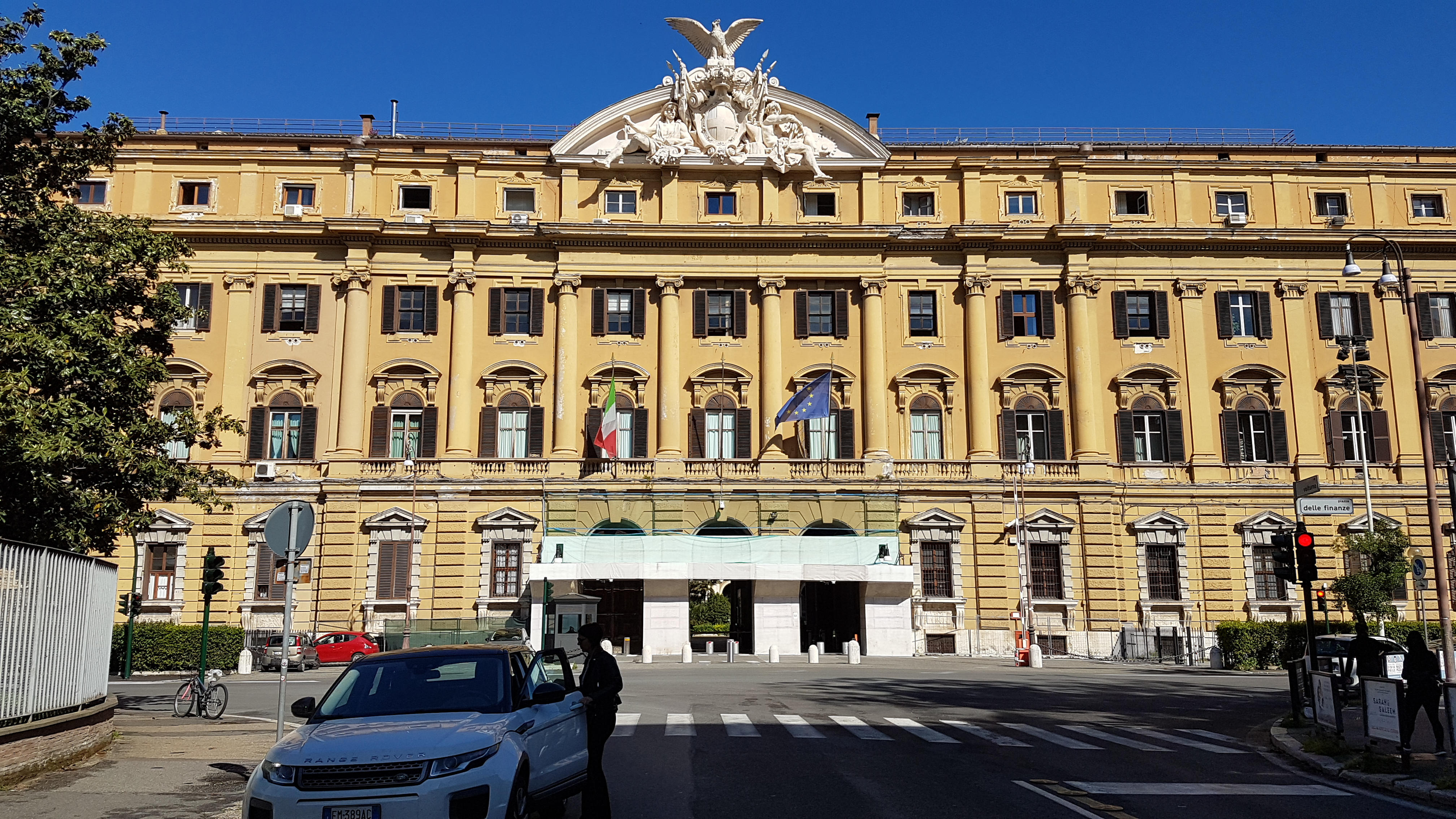
Il palazzo delle Finanze

- Palazzo Mattei Albani Del Drago, su via delle Quattro Fontane angolo via Venti Settembre. Edificio in stile manierista del XVI secolo (1587). 41.901988°N 12.491036°E

Progetto dell'architetto Domenico Fontana su commissione del nobile Muzio Mattei.
- Palazzo delle Finanze, su via Venti Settembre. Edificio del XIX secolo (1871-76).

Progetto dell'ingegner Raffaele Canevari. Sede del Ministero dell'economia e delle finanze.
- Villino Centurini, su piazza dell'Indipendenza angolo via Vittorio Bachelet. Edificio del XIX secolo (1874).

Progetto dell'architetto svizzero Henry Kleffler per Alessandro Centurini. Attuale sede del liceo statale Niccolò Machiavelli.
- Palazzo Esercito, su via Venti Settembre. Edificio del XIX secolo (1876-85).

Progetto di Bernardini e Garavaglia. Costruito per ospitare il Ministero della guerra del Regno d'Italia e lo Stato maggiore dell'esercito, ospita tuttora quest'ultimo e, dal 22 febbraio 2017, lo Stato maggiore della difesa.
- Villino Semiradski, su piazza dell'Indipendenza. Edificio in stile eclettico del XIX secolo. 41.904929°N 12.502354°E

Progetto dell'architetto Francesco Azzurri. Attuale sede del Comando carabinieri Banca d'Italia.
- Teatro dell'Opera di Roma, su piazza Beniamino Gigli. Edificio teatrale del XIX secolo (1874-80).

Progetti degli architetti Achille Sfondrini e Marcello Piacentini su commissione di Domenico Costanzi.
- Palazzo Giolitti, su via Cavour angolo via Torino. Edificio in stile eclettico del XIX secolo (1888). 41.899055°N 12.497613°E

Progetto dell'architetto Cesare Janz.
- Palazzo Nathan, su via Torino. Edificio in stile eclettico del XIX secolo (1889).

Progetto dell'architetto Cesare Janz.
- Palazzo dei Marescialli, su piazza dell'Indipendenza. Edificio del XX secolo (1930). 41.904636°N 12.503377°E

Progetto dell'architetto Gennaro de Matteis. Sede del Consiglio superiore della magistratura.
- Palazzo della Federconsorzi, su piazza dell'Indipendenza. Edificio in stile modernista del XX secolo (1955-57). 41.904529°N 12.501734°E

Progetto degli architetti Ignazio Guidi e Giulio Sterbini.
- Palazzo del Corriere dello Sport, su piazza dell'Indipendenza. Edificio in stile modernista del XX secolo (1956). 41.90397°N 12.502679°E

Progetto dell'architetto Attilio Lapadula.
- Villino Cavazzi della Somaglia

### Architetture religiose

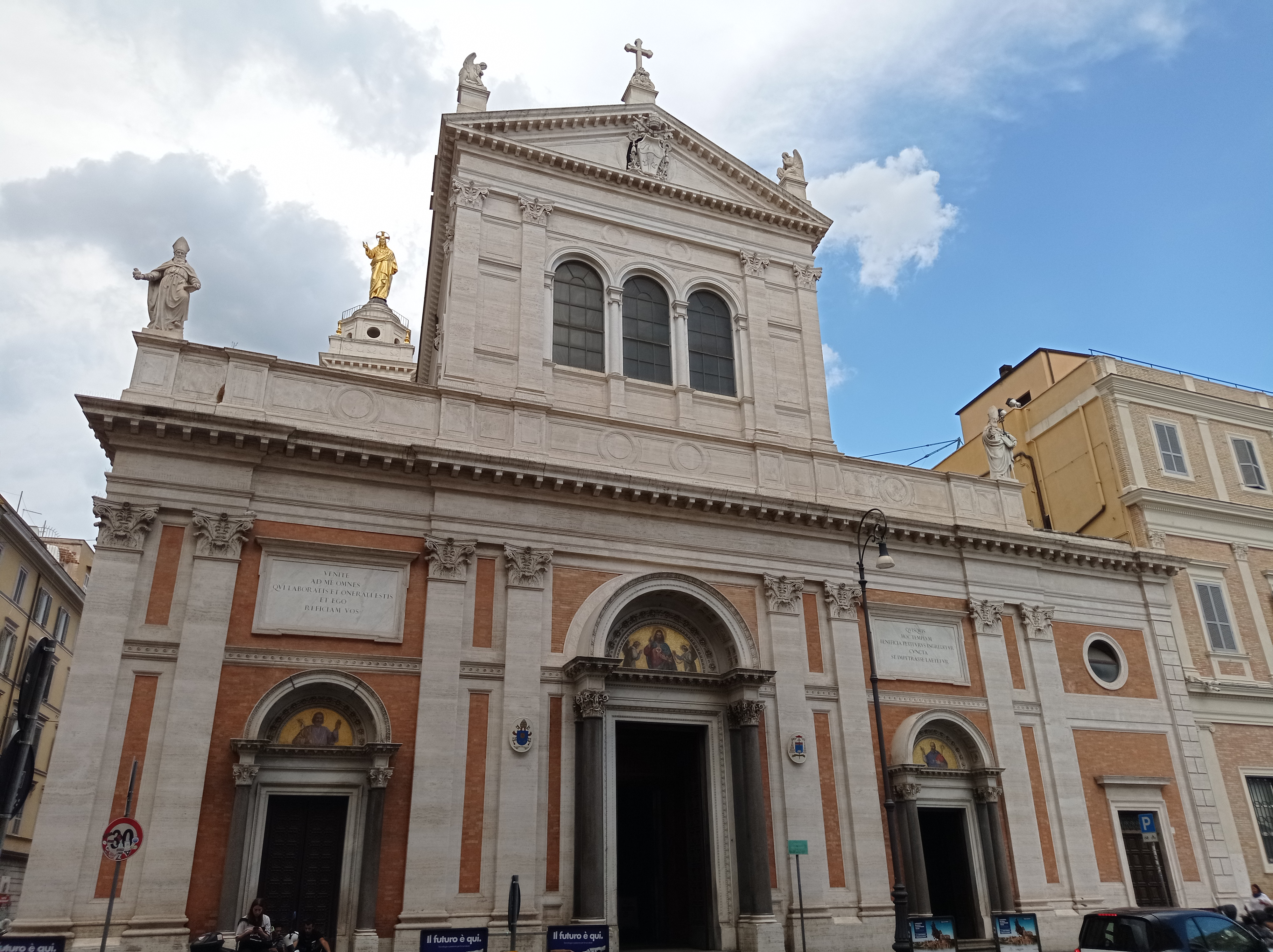
La basilica del Sacro Cuore di Gesù

- Basilica di Santa Maria degli Angeli e dei Martiri
- Basilica del Sacro Cuore di Gesù
- Chiesa del Santissimo Rosario di Pompei
- Chiesa di San Bernardo alle Terme
- Chiesa di San Paolo dentro le Mura
- Chiesa russa di San Nicola Taumaturgo
- Chiesa evangelica metodista in Castro Pretorio

Scomparse
- Chiesa di Sant'Isidoro alle Terme
- Chiesa di San Caio
- Chiesa di San Ciriaco alle Terme di Diocleziano
- Chiesa di San Norberto all'Esquilino
- Chiesa di Santa Caterina ad Thermis
- Chiesa di Santa Teresa alle Quattro Fontane
- Chiesa della Santissima Incarnazione del Verbo Divino
- Chiesa della Sacra Famiglia a via Sommacampagna

### Porte
- Porta Pia
- Porta Nomentana (murata)

### Altri monumenti
- Terme di Diocleziano
- Monumento ai caduti di Dogali
- Monumento della Caravella, su via Parigi. Colonna di marmo cipollino con in cima una caravella bronzea donata da Parigi, eretta nel 1959 in commemorazione della fratellanza fra Roma e Parigi avvenuta il 9 aprile 1956 («Solo Parigi è degna di Roma e solo Roma è degna di Parigi»).
- Monumento a Quintino Sella in via Cernaia (bronzo di Emilio Gallori, 1893).
- Monumento a Silvio Spaventa in via Cernaia (bronzo di Giulio Tadolini, 1898).

## Musei
- Museo nazionale romano delle Terme di Diocleziano
- Museo nazionale romano di Palazzo Massimo
- Museo storico della didattica Mauro Laeng
- Museo storico dei bersaglieri
- Museo numismatico della Zecca Italiana (fino al 2016)

## Geografia antropica

### Piazze
- Piazza dei Cinquecento
- Piazza dell'Esquilino
- Piazza delle Finanze
- Piazza dell'Indipendenza
- Largo Giovanni Montemartini
- Piazza della Repubblica (già piazza Esedra)
- Piazzale Sisto V
- Largo di Villa Peretti

### Strade
- Via G. Amendola
- Via V. Bachelet
- Via P. Barbieri
- Via Bezzecca
- Via Calatafimi
- Galleria F. Caracciolo
- Via Castelfidardo
- Via del Castro Pretorio
- Viale Castro Pretorio
- Via Cavour
- Via Cernaia
- Via Cesare Balbo
- Via Curtatone
- Via M. D'Azeglio
- Viale E. De Nicola
- Via A. Depretis
- Viale L. Einaudi
- Galleria Esedra
- Via Esquilino
- Via Farini
- Via Firenze
- Via Gaeta
- Via Gioberti
- Via Goito
- Via del Macao
- Via Magenta
- Via D. Manin
- Via Marghera
- Via Marsala
- Via Mentana
- Via Milazzo
- Via dei Mille
- Via Modena
- Via Montebello
- Via Napoli
- Via Nazionale
- Via V. E. Orlando
- Via Palestro
- Via Parigi
- Via Pastrengo
- Viale Pretoriano
- Via Principe Amedeo
- Via delle Quattro Fontane
- Via G. Romita
- Via A. Rosmini
- Via San Martino della Battaglia
- Via Sapri
- Via Solferino
- Via Sommacampagna
- Via delle Terme di Diocleziano
- Via Torino
- Via Urbana
- Via Varese
- Via Venti Settembre
- Via Vicenza
- Via Villafranca
- Via di Villa Montalto
- Via del Viminale
- Via Volturno